# Iván Edgardo López
Iván Edgardo López Cano (San Pedro Sula, Cortés, Honduras, 5 de octubre de 1990) es un futbolista hondureño que juega de delantero. Actualmente está afiliado con el Marathón de la Liga Nacional de Honduras.

## Trayectoria
Inicios
Comenzó su carrera en Platense Junior y después pasó a las reservas de Motagua, donde no llegó a debutar. 
Villanueva F. C. y Yoro F. C.
Tras no conseguir un contrato en el máximo circuito, a mediados de 2011 arribó en condición de cedido al Villanueva Fútbol Club de la Liga de Ascenso, club con el que debutó a nivel profesional durante el Torneo Apertura de ese año. Dos años después, fichó por el Yoro Fútbol Club, en donde tuvo un paso destacado. 
C. D. Parrillas One
Como fruto de sus buenas actuaciones en el cuadro yoreño, a mediados de ese año fichó por el Parrillas One de la Liga Nacional de Honduras. Hizo su debut el 1 de agosto de 2014 durante la derrota de visita por 3 a 2 contra Real España y también anotó uno de los goles de su equipo en aquel juego.
Real C. D. España
El 16 de diciembre de 2015 se concretó su transferencia al Real España. El 30 de diciembre de 2017 conquistó su primer título con la máquina, luego de que derrotaran a Motagua en la final del Torneo Apertura 2017 de la mano del técnico uruguayo Martín García.

## Selección nacional
Ha sido internacional con la Selección de fútbol de Honduras en 2 ocasiones. Su debut se produjo el 28 de mayo de 2018 contra Corea del Sur, en un amistoso disputado en Seúl. El juego finalizó con derrota de 2 a 0.

### Partidos internacionales
Actualizado al último partido jugado el 2 de junio de 2018.
| 1. | 28 de mayo de 2018 | Estadio Daegu, Daegu, Corea del Sur           | Corea del Sur | 0–2 |  | Amistoso |
| 2. | 2 de junio de 2018 | Estadio BBVA Compass, Houston, Estados Unidos | El Salvador   | 0–1 |  | Amistoso |

## Estadísticas
Actualizado al 1 de noviembre de 2023.
| Equipo                 | Temporada           | Liga     | Liga  | Copa Nacional | Copa Nacional | Copa Internacional * | Copa Internacional * | Total    | Total |
| Equipo                 | Temporada           | Partidos | Goles | Partidos      | Goles         | Partidos             | Goles                | Partidos | Goles |
| ---------------------- | ------------------- | -------- | ----- | ------------- | ------------- | -------------------- | -------------------- | -------- | ----- |
| Parrillas One Honduras | Apertura 2014       | 17       | 9     | -             | -             | -                    | -                    | 17       | 9     |
| Parrillas One Honduras | Clausura 2015       | 18       | 7     | -             | -             | -                    | -                    | 18       | 7     |
| Parrillas One Honduras | Total               | 35       | 16    | 0             | 0             | 0                    | 0                    | 35       | 16    |
| Real España Honduras   | Clausura 2016       | 18       | 5     | -             | -             | -                    | -                    | 18       | 5     |
| Real España Honduras   | Apertura 2016       | 19       | 6     | -             | -             | -                    | -                    | 19       | 6     |
| Real España Honduras   | Clausura 2017       | 22       | 2     | -             | -             | -                    | -                    | 22       | 2     |
| Real España Honduras   | Apertura 2017       | 20       | 4     | -             | -             | -                    | -                    | 20       | 4     |
| Real España Honduras   | Clausura 2018       | 21       | 4     | -             | -             | -                    | -                    | 21       | 4     |
| Real España Honduras   | Apertura 2018       | 20       | 7     | -             | -             | 2                    | 0                    | 22       | 7     |
| Real España Honduras   | Clausura 2019       | 19       | 1     | -             | -             | -                    | -                    | 19       | 1     |
| Real España Honduras   | Apertura 2019       | 15       | 3     | -             | -             | -                    | -                    | 15       | 3     |
| Real España Honduras   | Clausura 2020       | 13       | 1     | -             | -             | -                    | -                    | 13       | 1     |
| Real España Honduras   | Apertura 2020       | 13       | 2     | -             | -             | -                    | -                    | 13       | 2     |
| Real España Honduras   | Total               | 180      | 35    | 0             | 0             | 2                    | 0                    | 182      | 35    |
| Motagua Honduras       | Clausura 2021       | 17       | 3     | -             | -             | -                    | -                    | 17       | 3     |
| Motagua Honduras       | Apertura 2021       | 18       | 3     | -             | -             | 7                    | 0                    | 25       | 3     |
| Motagua Honduras       | Clausura 2022       | 18       | 2     | -             | -             | 2                    | 0                    | 20       | 2     |
| Motagua Honduras       | Apertura 2022       | 21       | 2     | -             | -             | 6                    | 0                    | 27       | 2     |
| Motagua Honduras       | Clausura 2023       | 18       | 0     | -             | -             | 4                    | 0                    | 22       | 0     |
| Motagua Honduras       | Apertura 2023       | 11       | 1     | -             | -             | 6                    | 1                    | 18       | 2     |
| Motagua Honduras       | Total               | 103      | 11    | 0             | 0             | 26                   | 1                    | 129      | 12    |
| Total en su carrera    | Total en su carrera | 318      | 62    | 0             | 0             | 28                   | 1                    | 346      | 63    |

- (*) Incluye datos de la Liga Concacaf (2018-21) y Liga de Campeones de la Concacaf (2022).
- Estadísticas actualizadas al 4 de mayo de 2022.

## Palmarés

### Campeonatos nacionales
| Título          | Club        | País     | Año  |
| --------------- | ----------- | -------- | ---- |
| Torneo Apertura | Real España | Honduras | 2017 |
| Torneo Clausura | Motagua     | Honduras | 2022 |